# Final Fantasy X/X-2 HD Remaster
Final Fantasy X/X-2 HD Remaster (яп. ファイナルファンタジーX/X-2 HD リマスター Файнару Фантадзи Тэн/Тэн Цу: HD Римасута:), иногда также записывающаяся как Final Fantasy X | X-2 HD Remaster, — обновлённое издание компьютерных ролевых игр Final Fantasy X и Final Fantasy X-2 с изображением высокой чёткости. Изначально игры были выпущены компанией Square Enix для приставки PlayStation 2 в 2001 и 2003 годах соответственно. Данное обновлённое издание было разработано Square Enix и китайской студией Virtous для платформ PlayStation 3 и PlayStation Vita и выпущено 26 декабря 2013 года в Японии и в марте 2014 года в Северной Америке, Европе и Австралии. В Final Fantasy X/X-2 HD Remaster, помимо оригинального контента, вошло содержимое международных версий игр, а также дополнительное подземелье Last Mission (с игровым процессом в стиле игр roguelike) и аудиопьеса, повествующая о событиях, произошедших через год после завершения сюжетной линии Final Fantasy X-2.
В обновлённом издании была улучшена графика и звуковое сопровождение, а также добавлены некоторые возможности, доступные ранее только в японских изданиях. Игры достаточно хорошо продавались в Японии и на западе и получили высокие оценки западных критиков: многие положительно отозвались об улучшенной графике и поддержке новых платформ. Однако обозреватели также отмечали наличие незначительных ошибок, встречающихся в игре, и неодинаковое качество графики Final Fantasy X и X-2; помимо этого, неоднозначную оценку получили нововведения, взятые из японских изданий, аудиопьеса и новое подземелье.

## Содержимое игр и отличия от оригиналов
В переизданную версию вошла как Final Fantasy X, так и Final Fantasy X-2 — её сиквел. Сюжет первой игры разворачивается вокруг Тидуса — юноши, который оказывается перенесённым в вымышленный мир под названием Спира, после того как он вошёл в контакт с монстром, известным как Грех. Тидус становится одним из телохранителей Юны — «призывающей», которая отправляется в паломничество, конечной целью которого является победа над Грехом. По мере развития сюжета игрок узнаёт больше о Грехе, а также об отце Тидуса, Джекте, который пропал без вести много лет назад. Боевая система в игре пошаговая, но игрок может менять участвующих в сражении персонажей. Повышение параметров игровых персонажей и изучение новых способностей производится с помощью Сетки сфер, на которой постепенно становятся доступны новые приёмы и улучшения. Сюжет второй игры разворачиваются в том же мире спустя два года после событий Final Fantasy X. Главным героем выступает Юна, которая стала охотницей за сокровищами; она ищет особые сферы, надеясь, что они приведут её к Тидусу. В этой части вновь появилась классическая для серии система специальностей персонажей; специальность можно менять путём смены (в том числе в битве) «дресс-сфер» — особых костюмов, которые также поднимают определённые характеристики. В X-2 присутствует несколько мини-игр, в частности, блицбол, который изначально появился в Final Fantasy X.
Хотя основная часть игрового процесса не подверглась изменениям, обе игры претерпели значительные графические изменения; кроме того, саундтрек Final Fantasy X был подвергнут переаранжировке. Релизы для всех регионов содержат функции, доступные ранее только в международных изданиях: в X появилась экспертная Сетка сфер и несколько дополнительных боссов, а в X-2 — новые дресс-сферы и мини-игры. Кроме того, была добавлена система Создания существ, благодаря которой игроки могут захватывать монстров и некоторых неигровых персонажей, тренировать их и затем призывать на помощь в сражениях. Тренированных существ можно также выставлять на бои в колизее, улучшая их параметры. В X-2, помимо этого, появилось новое подземелье Last Mission, игровой процесс в котором сделан в стиле roguelike. Подземелье разделено на клетки, по которым персонажи перемещаются, сражаясь с врагами. При этом разделение на клетки происходит случайным образом; каждый противник может сделать столько ходов, сколько сделал игрок. Как и основной игре, персонажи могут быть экипированы дресс-сферами. Диалоги между главными героями варьируются в зависимости от того, как был завершён основной сюжет. В переизданную версию также был включён видеоролик Eternal Calm, который является связующим звеном между сюжетами X и X-2. Помимо этого, сохранения игры кроссплатформенные, то есть подходят и для PlayStation 3, и для Vita. Версии для обеих консолей поддерживают трофеи PlayStation Network.
Final Fantasy X: Will — это аудиопьеса, которая также была включена в релиз; она проигрывается во время финальных титров. В ней присутствует несколько героев из оригинальных игр, а также два новых персонажа: рассказчик Тюами и Кургум, её компаньон. По сюжету они разыскивают Юну, чтобы она исследовала неизвестный феномен, называемый «призыв», в результате которого мёртвые оживают. В своём путешествии они встречают переродившегося Греха, который также был «призван». По мере развития сюжета выясняется, что Тидус страдает от заболевания, лишающего его сил. Он расстался с Юной, так как она влюбилась в кого-то другого. Пьеса заканчивается тем, что Юна решает вновь сразиться с Грехом, а Тидус, несмотря на свою болезнь, следует за ней.

## Разработка
Идея выпустить обновлённое издание появилась, когда произошло воссоединение команды разработчиков и актёров озвучивания, работавших над оригинальными играми: они объединились для создания Final Fantasy Type-0. Тэцуя Номура, дизайнер персонажей, и Хидеки Имаидзуми, младший продюсер и актёр озвучивания, решили, что необходимо создать что-то, приуроченное к десятой годовщине релиза Final Fantasy X. Продюсер Ёсинори Китасэ, в свою очередь, хотел, чтобы молодые игроки, у которых не было возможности поиграть в X и X-2 всё же могли получить такой опыт. Так, его сын знал Тидуса и Юну только по Dissidia Final Fantasy и её приквелу, которые вышли уже в 2008 и 2011 году соответственно. Другой причиной стало то, что у многих фанатов не было возможности поиграть в оригинальные издания из-за того, что они не были совместимы с большинством моделей PlayStation 3 и недоступны для загрузки через PlayStation Network в отличие от предыдущих частей серии, вышедших на PlayStation, например, Final Fantasy VII и IX. Таким образом, Номура начал переговоры с другими членами старой команды. Ему удалось получить подтверждение на создание обновлённых версий X и X-2, но сам процесс разработки был отложен, так как на тот момент большая часть команды была задействована в работе над Final Fantasy XIII. Обновлённое издание было анонсировано на Tokyo Game Show в 2011 году — тогда планировалось, что игра выйдет на десятую годовщину выпуска Final Fantasy X.
Основная разработка была поручена шанхайской студии Virtuos. Команда Square Enix занималась работой с исходными компонентами и была частично задействована в создании графических моделей высокой чёткости. Мотому Торияма, Юсукэ Наора, Тоситака Мацуда и Масаки Кобаяси, также вернувшиеся в команду, следили за ходом разработки и контролировали качество. Художественным директором выступал Синтаро Такаи, ранее работавший над Final Fantasy X-2. Китайской командой разработчиков руководил директор Пэн Фен. В ходе разработки возникла проблема с портированием игр на PlayStation 3 и Vita, так как в них использовалось множество функционала, поддерживающегося только PlayStation 2. Так как некоторые исходные компоненты были потеряны или требовали восстановления, Китасэ отметил, что, возможно, было проще воссоздать их заново.
Версия для PS 3 поддерживает разрешения дисплея 720p и 1080p (без сглаживания), тогда как на Vita поддерживается только разрешение 720x408 пикселов. Графические детали — такие как освещение, — были значительно улучшены. К числу других нововведений относится добавление эффекта bloom, переход к динамическим теням, исправления в геометрии игрового мира и текстурах. Разработчики переработали трёхмерные модели в обеих играх; в основном изменениям были подвергнуты текстуры, однако модели игровых персонажей были полностью переделаны, в частности, значительные изменения претерпели лица. Кат-сцены и предварительно отрендеренные элементы игрового мира были адаптированы для соотношения сторон экрана 16:9 (изначально было 4:3) — этот процесс потребовал значительных усилий как от программистов, так и от художников. Например, на широкоформатном дисплее в кат-сценах стали видны персонажи, которые изначально не попадали в кадр, а камера должна была переместиться на них спустя некоторое время — подобные проблемы требовалось исправить. Заранее отрендеренные фоновые пейзажи и кат-сцены были обрезаны сверху и снизу для адаптации к новому соотношению сторон. При этом разрешение было повышено, что сделало их гораздо более чёткими. Игровой процесс также пришлось адаптировать, и это оказалось гораздо сложнее, чем изначально предполагали разработчики.
Шестьдесят композиций оригинального саундтрека Final Fantasy X, написанных Нобуо Уэмацу, Масаси Хамаудзу и Дзюнъей Накано были подвергнуты переаранжировке. В основном этой работой занимались Хамадзу и Накано; им помогали Цутому Нарита и Рё Ямадзаки. Саундтрек для Final Fantasy X-2, написанный Норико Мацуэдой и Такахито Эгути был перенесён без изменений.
Сценарист Кадзусигэ Нодзима также написал аудиопьесу Final Fantasy X: Will, которая проигрывается на финальных титрах: события в ней разворачиваются два года спустя после завершения сюжета X-2. Нодзима и Номура посчитали, что это хороший шанс, чтобы расширить вселенную Final Fantasy X. Формат аудиопьесы был выбран потому, что члены команды не хотели добавлять к написанному сценарию Will визуального ряда — чтобы игроки могли сами интерпретировать услышанное. При этом было решено сделать аудиопьесу прямой противоположностью сюжету игр, в частности, счастливой концовке X-2. Таким образом, они ввели в сценарий Греха, основного антагониста Final Fantasy X — также, как они ввели Сефирота в компиляцию Final Fantasy VII. Незавершённость окончания пьесы также была намеренной, так как Китасэ хотел оставить «что-нибудь для воображения игроков».

## Издания
Final Fantasy X/X-2 HD Remaster была издана как сборник для PlayStation 3 и как две отдельные игры для PlayStation Vita. Помимо обычных изданий для Vita, в Японии была выпущена версия Twin Pack, содержащая сразу две игры, а также сборник Resolution Box, в который, помимо этого, входила сама консоль. Решение выпустить две разные игры для Vita было принято ввиду того, что картриджи для этой приставки имеют заметные ограничения на максимальный объём хранимой информации. Кроме того, в продажу поступили статуэтки Тидуса и Юны, а также переизданные версии саундтреков. Нодзима написал новеллу Final Fantasy X-2.5: Eien no Daishō, связывающую события Last Mission и Final Fantasy X: Will. В Северной Америке через онлайн-магазин Square Enix распространялось Коллекционное издание для PlayStation 3, содержавшее обе игры, книгу с концепт-артом, Blu-ray диск с саундтреком (в новой аранжировке), а также пять литографий. С 15 по 27 марта 2014 года в галерее Nucleus города Алхамбра (штат Калифорния) проходила автограф-сессия Китасэ и Наоры, а также аукцион, на котором продавались иллюстрированные материалы, связанные с игрой; все доходы с аукциона были направлены на помощь пострадавшим от тайфуна Хайян.
В конце 2014 года на сайте официального французского магазина Square Enix появилась информация о том, что Final Fantasy X/X-2 HD Remaster будет выпущена на PlayStation 4 весной 2015 года, однако подтверждения от официальных лиц не последовало, а веб-страница впоследствии была удалена. Представители Square Enix заявили, что «занимаются этим вопросом» и пока не могут дать никаких комментариев. Спустя несколько дней вышел пресс-релиз Square Enix, официально подтверждающий выход игры на PlayStation 4; он был запланирован на весну 2015 года. Релиз состоялся 12 мая в Северной Америке, 14 мая в Австралии и 15 мая в Европе. 12 мая 2016 года была выпущена версия для персональных компьютеров под управлением Windows. Распространение продукта производится через сервис Steam. 16 апреля 2019 года была выпущена версия для Nintendo Switch и Xbox One.

## Отзывы и критика
| Сводный рейтинг    | Сводный рейтинг                                                                |
| Агрегатор          | Оценка                                                                         |
| ------------------ | ------------------------------------------------------------------------------ |
| GameRankings       | - (Vita) 88,77 % - (PS3) 86,42 % - (PS4) 83,33 % - (PC) 84,00 % - (NS) 84,67 % |
| Metacritic         | (Vita) 86/100 (PS3) 85/100 (PS4) 84/100 (PC) 83/100                            |
| Иноязычные издания |                                                                                |
| Издание            | Оценка                                                                         |
| Destructoid        | 8/10 (PS3)                                                                     |
| Game Informer      | 9/10                                                                           |
| GameSpot           | 8/10                                                                           |
| GamesRadar+        | [ 64 ]                                                                         |
| IGN                | 9,3/10                                                                         |
| VideoGamer         | 8/10 (PS3)                                                                     |
| Digital Spy        | [ 67 ]                                                                         |
| NowGamer           | 8,5/10 (Vita)                                                                  |

За первую неделю продаж в Японии версии для PlayStation 3 и Vita были проданы в количестве 185 918 и 149 132 соответственно; общее количество проданных копий за первую неделю составило более 339 000. Отдельные версии Final Fantasy X и X-2 для PlayStation Vita были реализованы в количестве 31 775 и 16 355 копий за первые две недели. В Северной Америке эти две версии были проданы в количестве 206 000 копий за первый месяц после релиза. Таким образом, в феврале 2014 года Final Fantasy X/X-2 HD Remaster стала седьмой в списке самых продаваемых игр для PlayStation 3 и самой продаваемой игрой для Vita через PlayStation Network. Представитель Square Enix отметил, что столь высокий уровень продаж стал одной из причин улучшения финансовой ситуации компании к концу 2014 фискального года. Летом 2018 года, благодаря уязвимости в защите Steam Web API, стало известно, что точное количество пользователей сервиса Steam, которые играли в игру хотя бы один раз, составляет 568 989 человек.
Игра получила в основном положительные отзывы на западе. На сайте-агрегаторе GameRankings версия для Vita имеет общую оценку 88,77 %, а версия для PS3 — 86,42 %. На Metacritic версия для Vita получила 86 из 100 возможных баллов, а для PS3 — 85 из 100.
Журналист IGN отметил, что качество переизданной версии Final Fantasy X — как звука, так и графики — значительно выше, хотя, по его мнению, заметны проблемы с некоторыми текстурами, лицами персонажей при приближении камеры и синхронизацией движения губ с озвучиванием. Тем не менее, в другом отзыве о версии для PlayStation 4, было замечено, что эти проблемы устранены и этот релиз является лучшим, чтобы «вновь исследовать Спиру». В рецензии GameSpot качество игры также было высоко оценено. Улучшения визуальных эффектов были названы «причиной для того, чтобы ещё раз вернуться к одной из самых проникновенных игр серии», хотя журналистом было отмечено, что главные герои оказались улучшены значительно больше, чем неигровые персонажи, и это режет глаз. В Final Fantasy X-2, по его мнению, остались прежние проблемы, в частности, смена одежды главными героинями посреди сражения, и их преображения, напоминающие аниме «Сейлор Мун». Если в сюжете Final Fantasy X встречались некоторые абсурдные моменты, то появление в X-2 «соблазнительных трусиков и J-Pop» смещает акценты «в совсем уж неудобную сторону». Обозреватель сайта Destructoid также похвалил переизданную версию, хотя заметил, что зафиксированная камера явно устарела, а некоторые мелкие детали не получили достаточного внимания со стороны разработчиков. Так, по его мнению, если модели главных героев были в значительной мере переработаны, то предметы на фоне зачастую смотрятся на порядок хуже. Кроме того, журналист разделил мнение своего коллеги из GameSpot, заметив, что многие неигровые персонажи остались практически без изменений: «Создаётся ощущение, что разработчики смухлевали [при переработке] остального мира Спиры». Говоря о Final Fantasy X-2 обозреватель отметил, что в игре недостаточно проработан баланс: «Можно очень легко создать мощную связку персонажей и пройти игру безо всяких проблем». В обзоре была затронута и новая система Создания существ: по мнению рецензента, она покажется интересной для тех игроков, которые готовы потратить несколько часов на сбор монстров. Журналист Game Informer разделил мнение своих коллег с других ресурсов, однако отметил, что движения персонажей выглядят слишком неестественно, напоминая игроку о том, изначально эта игра издавалась для PlayStation 2. По мнению рецензента GamesRadar пейзажи стали более красивыми и реалистичными, но персонажи выглядят «странно похожими на кукол». Он также заметил, что некоторые мелкие детали были перенесены из оригинала безо всяких изменений, хотя в переизданной версии X-2 таких проблем меньше. Журналист Digital Spy также высоко оценил игру, но заметил периодическое снижение частоты смены кадров и «неуклюжую» анимацию. Модели персонажей в X-2, по его мнению, были переработаны лучше, чем в X. На сайте VideoGamer.com версия для PS3 получила также высокую оценку, хотя, по мнению обозревателя, в игре остался ряд старых недостатков, в частности, «отвратительная» игра актёров озвучивания и кат-сцены, которые невозможно пропустить. Журналист 3DNews заметил, что результат работы Square Enix и Virtuos превзошёл «самые смелые ожидания», хотя выделил и несколько недостатков: более «холодная» цветовая гамма и улучшения лиц персонажей, которые «не всем пошли на пользу». Он также более негативно отозвался о X-2, назвав её «паразитирующей» на сюжете X. «От игры за версту несёт фансервисом», — пишет обозреватель, но, вместе с этим добавляет, что она предлагает интересный игровой процесс и систему профессий. Версия игры для Vita также получила положительные отзывы, хотя некоторые обозреватели отметили, что некоторые текстуры выглядят гораздо более современно и выделяются на общем фоне.
Обновлённый саундтрек получил смешанные отзывы. Журналист Destructoid отметил, что он «возможно понравится фанатам меньше, чем оригинал», так как некоторые композиции звучат странно из-за выделяющихся на общем фоне более громких инструментов. Тем не менее, он высоко оценил общее улучшение качества звука. В обзоре Game Informer было высказано мнение, что если некоторым композициям улучшения пошли на пользу, то другие, напротив, стали звучать хуже, потеряв свою изюминку. Журналист IGN написал в своём обзоре, что был удивлён тем, как многие композиции были изменены, добавляя жизни и красоты окружающему миру; при этом он добавил, что всё же предпочитает оригинальные версии некоторых треков. Рецензент GameSpot также отметил более чёткий звук. По его мнению, переаранжировка пошла многим трекам на пользу, однако даже «самые преданные фанаты» могут «далеко не сразу заметить улучшения звука». Похожее мнение высказал и его коллега с Ditial Spy, написав, что благодаря переаранжировке саундтрек легче воспринимается.
Короткий фильм «Eternal Calm», мини-игра Final Fantasy X-2: Last Mission и аудиопьеса «Will» были оценены неоднозначно. Так, журналист VideoGamer.com положительно отозвался о «Last Mission», охарактеризовав её как «неплохое развлечение», но при этом назвал «Will» совершенно «невразумительной». По мнению обозревателя IGN «Will» также звучит «очень странно». Помимо этого, он не посчитал Eternal Calm и Last Mission увлекательными: «они не плохие, а просто далеко не так интересны». В обзоре Game Informer Last Mission была названа «неплохим разнообразием», но «не слишком увлекательной», тогда как по мнению рецензента Destructoid она может не получить «признания со стороны фанатов классических игр серии Final Fantasy», но возможно понравится любителям roguelike-игр. По мнению же обозревателя GameSpot Last Mission обязательно придётся по вкусу ностальгирующим фанатам. «Увидев очаровательные кат-сцены, проигрывающиеся после выполнения ряда заданий, вы определённо не пожалеете о потраченном времени», — пишет он.
Так как игровой процесс и сюжет остались практически неизменными, мнения о них были прежними. Сюжеты X и X-2 получили как положительные, так и смешанные отзывы, а игровой процесс был оценен высоко. Новые возможности в игре были охарактеризованы неоднозначно. Так, журналист IGN назвал их лучшим, что есть в обновлённом издании, а его коллега из Digital Spy — «неплохим дополнением».

## Последующие события
Аудиопьеса Will породила слухи о возможном выходе второго сиквела Final Fantasy X, однако Синдзи Хасимото в интервью в феврале 2014 года объяснил, что она призвана лишь расширить игровую вселенную и совершенно не значила, что разрабатывается новая игра. Ранее Нодзима утверждал, что при достаточном спросе разработка новой части может начаться, и что он был бы не против написать сценарий для очередного сиквела. Впоследствии, обсуждая слухи индустрии компьютерных игр с журналистом Famitsu, Ёсинори Китасэ подтвердил, что второй сиквел не разрабатывается, а Eien no Daishō и аудиопьеса являются отдельными произведениями, относящимися к той же игровой вселенной.